# Микромир (текстовый редактор)
Микромир (MIM, micromir) — многоплатформенный текстовый редактор, созданный на мехмате МГУ в 1980-х годах. Использовался как профессиональный, но более известен своим применением в учебном процессе в школе, ПТУ и ВУЗе.
Разработка велась под руководством А. Г. Кушниренко. Редактор стал первым учебно-ориентированным текстовым редактором, и одной из первых офисных программ, разработанной в СССР.
Редактор имел гипертекстовые возможности (переход к файлу с именем в районе курсора по специальной команде), а также позволял пользователю вести иерархическую систему каталогов (файл имел расширение .dir) даже на архитектурах, не имевших развитой файловой системы.
Микромир последних версий имеет многооконность, работу с блоками и таблицами, возможности обработки табличных данных, макросы, контекстные замены. Редактор может рассматриваться как учебный при освоении фундаментальных понятий из области обработки текстов и общих приемов редактирования информации.
В 1990-х распространением Микромира и другого программного обеспечения для «школьных» компьютеров занималась компания ИнфоМир. Интерфейс пользователя Микромира был сходен с интерфейсом другой разработки той же лаборатории — системы КуМир, созданной для поддержки обучения по одному из школьных учебников информатики.

## Поддерживаемые платформы
Версии Микромира имелись для многих аппаратно-программных платформ:
- Mac OS System 7
- DOS
- Windows 95, Windows 98
- Ямаха КУВТ MSX2
- Корвет
- УКНЦ
- UNIX, Linux (версия имела название наномир)[10]
- VAX/VMS
- Atari
- ДВК
- Электроника 85
- PDP-11 (СМ-4)

и другие.

## Интересные факты
Версия 1.355 без каких-либо проблем запустилась под операционными системами Windows 7 и Windows 10.